# Alain Juppé
Alain Marie Juppé (Lo Mont de Marsan, Aquitània 1945) és un polític francès, Primer Ministre de França entre 1995 i 1997.
Era membre del cos d'inspectors de finances, i el 1976 fou nomenat cap del gabinet del primer ministre Jacques Chirac, però no fou elegit parlamentari pel Rassemblement pour la République (RPR) fins al 1978, per un breu període, i posteriorment ho ha estat des del 1984 fins ara. Ha ocupat diversos càrrecs de govern. Fou secretari d'estat per a economia i finances des del 1978 i ministre d'afers estrangers des del 1993, fins que el 18 de maig de 1995 fou nomenat primer ministre pel nou president de la República, Jacques Chirac.
Ocupà el càrrec de president del seu partit (RPR) des de l'octubre del 1995, però el juny del 1996 Juppé anuncià l'abandó del projecte de reforma econòmica, la seva iniciativa més ambiciosa, després d'una llarga vaga dels funcionaris. El novembre hagué de fer front a la mobilització dels camioners, que provocà la paralització del transport de mercaderies per carretera a gran part de l'Europa occidental.
Considerat ferm defensor de les seves idees d'ajustament econòmic per tal de convergir amb Europa, la decisió del president Chirac d'avançar les eleccions legislatives al maig-juny del 1997 tingué a veure amb la necessitat de recuperar el pla Juppé. La victòria del Partit Socialista en la primera volta d'aquestes eleccions, al maig, forçà la seva dimissió i fou substituït com a primer ministre pel socialista Lionel Jospin, que guanyà finalment en la segona volta. Al juny del 1997, Juppé anuncià que no es presentaria a la reelecció com a líder de l'RPR.
Al juny del 2002 fou designat president de la Unió per un Moviment Popular, formació de dreta que incloïa el seu partit, i que el mateix mes havia guanyat les eleccions generals com a Unió per un Moviment Popular. Dimití d'aquest càrrec el juliol del 2004, quan fou condemnat per un delicte de corrupció de l'època en què Chirac fou alcalde de París.

## Videos
- L'entrée de la Turquie dans l'Union européenne : la perception de l'opinion publique européenne Arxivat 2011-12-31 a Wayback Machine. Videoconferència d'Alain Juppé sobre la qüestió turca, pronunciat a Montreal al març del 2006, Centre d'estudis internacionals de la Universitat de Montreal
- La France, trois mois avant les présidentielles Arxivat 2007-04-03 a Wayback Machine. Conferència donada a Montreal al gener del 2007, Centre d'estudis internacionals de la Universitat de Montreal